# Eagle Borax Works
Les Eagle Borax Works sont d'anciennes installations minières américaines dans le comté d'Inyo, en Californie. Protégées au sein du parc national de la vallée de la Mort, les ruines de ce site d'exploitation du borax sont inscrites au Registre national des lieux historiques depuis le 31 décembre 1974.